# Bairdford
Bairdford es un lugar designado por el censo ubicado en el condado de Allegheny en el estado estadounidense de Pensilvania. En el año 2010 tenía una población de 698 habitantes.

## Geografía
Bairdford se encuentra ubicado en las coordenadas 40°37′42″N 79°52′46″O / 40.62833, -79.87944.